# Петик Ольга
Ольга Петик, до шлюбу Хиляк (1922–2001) — українська письменниця, перекладачка. Літературний псевдонім — Володимир Ольгович.

## З біографії
Народилася 15 серпня 1922 р. у м. Мушині Новосанчівського повіту (Польща). Навчалася в гімназії у Новому Сончі, потім у Кракові, пізніше — на історичному факультеті Ягеллонського університету (Краків). З 1980 р. жила у Перемишлі. Друкувалася в українському тижневику «Наше слово» (Варшава), журналі «Жовтень» (тепер «Дзвін»). 
Померла в 2001 р.

## Творчість
Авторка збірок «Ми без хати» (Львів, 1995), «Лемківські пороги» (2002, посмертно); драматичних творів «За землю руську», «Володимир-І — Хреститель», «Голод, голод», повістей «Марта», «Вигнання з раю».
Переклала польською мовою вірші Б.-І. Антонича, Д. Павличка, новели В. Стефаника, «Лісову пісню» Лесі Українки.